# Krstatice
Krstatice falu Horvátországban Split-Dalmácia megyében. Közigazgatásilag Zagvozdhoz tartozik.

## Fekvése
Splittől légvonalban 60, közúton 81 km-re keletre, Makarskától légvonalban 13, közúton 33 km-re északkeletre, községközpontjától 11 km-re délkeletre, Közép-Dalmáciában a dalmát Zagora területén, a Biokovo-hegység északkeleti lábánál, a Zagvozdról Slivnóra menő út mentén fekszik. A település három nagyobb részből, Gornji krajból (felső rész), a Centarból (központ) és Donji krajból (alsó rész) áll. Gornji kraj részei Gudelj és Zec, Centar részei Topići, Lizatovići, Ivanovići, Lišnjići és Vuletići, míg Donji kraj részei Vuletić, Pavičić, Blažević, Budalić, Pribisalić és Zec-Orlović településrészek.

## Története
A település nevét valószínűleg a területén található kőből rakott és kereszttel (krsta) jelölt halomsírokról kapta. A falut áthaladó, Dalmáciából a kontinens belseje felé menő utat még a rómaiak építették. A középkortól a 18. század közepéig  területe a nagyméretű vrdoli plébániához tartozott, melynek szolgálatát a makarskai ferences kolostor szerzetesei látták el. 1734-ben Stjepan Blašković püspök Krstaticét és Slivnot önálló káplánsággá tette. A káplán Slivnon lakott és a župai plébániának volt alárendelve. 1747-ben Slivno önálló plébánia lett, míg Krstatice továbbra is a župai plébánia káplánsága maradt. Krstatice plébániáját 1835-ben alapította Anton Kačić püspök. A településnek 1857-ben 383, 1910-ben 838 lakosa volt. 1918-ban az új szerb-horvát-szlovén állam, majd később Jugoszlávia része lett. A háború után a szocialista Jugoszláviához került. Lakossága az 1970-es évek óta a fiataloknak a városokba, főként Splitbe és Makarskára  való elvándorlása miatt folyamatosan csökkent. 1991 óta a független Horvátországhoz tartozik. 2011-ben a településnek mindössze 123 lakosa volt.

## Lakosság
| Lakosság változása | Lakosság változása | Lakosság változása | Lakosság változása | Lakosság változása | Lakosság változása | Lakosság változása | Lakosság változása | Lakosság változása | Lakosság változása | Lakosság változása | Lakosság változása | Lakosság változása | Lakosság változása | Lakosság változása | Lakosság változása |
| ------------------ | ------------------ | ------------------ | ------------------ | ------------------ | ------------------ | ------------------ | ------------------ | ------------------ | ------------------ | ------------------ | ------------------ | ------------------ | ------------------ | ------------------ | ------------------ |
| 1857               | 1869               | 1880               | 1890               | 1900               | 1910               | 1921               | 1931               | 1948               | 1953               | 1961               | 1971               | 1981               | 1991               | 2001               | 2011               |
| 383                | 718                | 503                | 588                | 715                | 838                | 1.226              | 1.290              | 735                | 743                | 677                | 650                | 407                | 253                | 199                | 123                |

## Nevezetességei
- Jézus szíve tiszteletére szentelt plébániatemploma a plébánia sematizmusa szerint 1767 körül épült. Az első templom azonban idővel kicsinek bizonyult, ezért 1876-ban jelentősen bővítették, ami a templom falain ma is meglátszik. Mai formájában 18 méter hosszú és 6 méter széles. Homlokzatán nagyméretű körablak, felette kis félköríves ablakocska, az oromzaton pedig három harang számára kialakított pengefalú harangtorony látható. Szép márvány oltára 1907-ben készült, a spliti Pavol Bilinić munkája. Az épületet 1990-ben teljesen felújították.

- A Szent Antal templom[4] 739 méteres magasságban a Vitrenik-hegyen található. Boltozatos épület, oltárán Remete Szent Antal szobrával. A szent ünnepe január 17-én van amikor itt kemény tél és hó van, ezért a templom búcsúünnepét áttették június 13-ára Páduai Szent Antal napjára. A templom pontos építési ideje nem ismert, de 1894-ben Joze Žarkovića atya az akkori plébános azt írja, hogy körülbelül 120 éves. Eszerint 1770 körül, valamivel a plébániatemplom után épülhetett. Mivel rendszeresen ki volt téve a mostoha időjárásnak állaga jelentősen romlott és veszélyessé vált. A romba dőléstől Ilija Ujević plébános mentette meg, aki 1900-ban helyreállíttatta és ezt az állapotot azóta is sikerült fenntartani.

- A plébániaház mellett áll a Rózsafüzér királynője kápolna, melyet 1924-ben Ante Bućan plébános építtetett a mindenkori plébános napi használatára.

- A plébánia területén levő Lišnjić-ház alatt egy régi templom romjai látszanak. A népi hagyomány szerint Szent Mária Magdolna tiszteletére volt szentelve. Méretei hasonlók voltak az eredeti Jézus szíve templom méreteihez. Az oltár maradványai ma is látszanak. Szokatlan, hogy a templomot egyetlen ma ismert forrás sem említi. Az egykori oltár helyén néhány éve a helybeli Stipe Lizatović kis fogadalmi kápolnát épített.

- A Grab-hegyen, a 786 m magas Gradinica nevű magaslaton őskori erődített település maradványai találhatók.[5]  A hegy lapos fennsíkját kettős sáncgyűrű védi, amelyek minden oldalról körülveszik. A belső gyűrű átmérője 30-35 m, a külsőé pedig 70-80 m. A sánc szélessége 3-7 m. A belső sánc által határolt terület 500 m2, míg a külső sánc mintegy 3400 m2 területet övez. A túlnyomórészt sziklás fennsík nyugatra nyitott, ahonnan a vár egykori bejárata két jól védett víznyelő irányából közelíthető meg. Az erődítmény kora a bronz- és vaskorra tehető. Az erődnek kiváló összelátása volt a környező erődökkel, velük alkotott egyedülálló erődítményrendszert ezen a területen. Az erődtől északnyugatra mintegy 13 méter átmérőjű és körülbelül 1-2 méter magas őskori halom található.

- „Piljeva gradina” régészeti lelőhelye[6] Gornja Zečevina településrésztől északra, Krstatice és Poljica falvak határvonalán található. Az Osoje-hegyen, a Piljevača nevű magaslaton, meghatározó stratégiai helyen, 868 méterrel a tengerszint felett egy őskori erődítmény maradványát fedezték fel. A hely lehetővé tette a környező utak és a kisebb karsztvölgyek ellenőrzését. A hegy elliptikus fennsíkját 1,5–2 méter széles kettős száraz kőfal veszi körül, amely leginkább az északi, a keleti és a déli oldalon marad fenn. A sáncoktól délkeletre, és közvetlen szomszédságban van egy víznyelő, amely az erőd bejáratát is védte. A hegy fennsíkja mintegy 8000 m2 területű. Felszínén nincsenek észrevehető nyomai az őskori építményeknek, kerámiaedények töredékeinek vagy az őskori település bármely más nyomának. A maradványokból ítélve itt nem település, hanem elsősorban őrhely és alkalmi csillagvizsgáló volt. A Piljeva gradina kiváló vizuális kommunikációval rendelkezett a környező erődökkel (Pavičića gradina, Lukovac, Lizatovića-Ivanovića gradina, Gradinica, Gomilica-Kapina gradina) is.